# Tugurios
Als Tugurios werden verschiedene Elendsviertel in Mittel- und Südamerika bezeichnet.

## Peru
An den Stadtkern von Lima schließt sich ein Ring mit modernen Gebäuden an. Danach folgen heruntergekommene Wohnviertel, die in Lima als Tugurios bezeichnet werden. Entstanden sind diese, weil viele citytypische Funktionen in äußere Bezirke abwanderten. Vor allem Handelshäuser und Banken verlagerten ihre Standorte in den Wohlstandskorridor.
Durch den anhaltenden Funktions- und Bedeutungsverlust der Innenstadt haben sich an deren Rand zunehmend innerstädtische Slums gebildet, die Tugurios. Ihre Einwohnerzahl wird auf 150.000 bis 200.000 geschätzt. Die Unterkünfte der Tugurios werden wegen ihrer geringen Miete und Nähe zu Arbeits- und Versorgungsstätten geschätzt. Viele dieser Häuser gehörten früher den wohlhabenden Schichten. Sie sind jedoch durchweg baufällig und besitzen kaum sanitäre Einrichtungen und sind oft in hohem Maße überbelegt. Da in den Tugurios kaum bauliche Investitionen getätigt werden, schreitet diese „Tugurisierung“ ohne nützliches Entgegentreten fort.

## El Salvador
Die Unión de Pobladores de Tugurios (UPT, Vereinigung der Bewohner der Tugurios) war eine 1977 gegründete Vereinigung in der Hauptstadt El Salvadors, San Salvador, bzw. des dortigen Armenviertels im Zentrum der Stadt, des Barrio San Jacinto. Als offene Kämpfe zwischen der FMLN und der Armee ausbrachen, stand die UPT auf der Seite der Befreiungsbewegung und musste in der Folge aufgrund der staatlichen Repressionen wieder aufgelöst werden.